# Leucopogon multiflorus
Leucopogon multiflorus är en ljungväxtart som beskrevs av Robert Brown. Leucopogon multiflorus ingår i släktet Leucopogon och familjen ljungväxter. Inga underarter finns listade i Catalogue of Life.